# Final Fantasy XIII
Final Fantasy XIII (ファイナルファンタジーXIII Fainaru Fantajī Sātīn) er et konsol rollespil videospil udviklet og publiciteret af Square Enix til Playstation 3 og Xbox 360. Udgivet i Japan i 2009 og i Nordamerika i 2010 og PAL regionerne, det er den 13 spil i Final Fantasy-serien. Spillet introducerer et par innovationer til serien: en tempofyldt kampmekanik, et nyt system der bestemmer hvilke evner karakterne udvikler bliver kaldt "Crystarium" og et skræddersyet Paradigm-system til at kontrollere, hvilke evner der bliver brugt af karaktererne. Final Fantasy XIII inkluderer elementer fra de tidligere spil i serien så som "summoned" monstre (Summon som nu hedder Eidolons), Chocobos og luftskibe.
Spillet foregår på den fiktive svævende verden Cocoon, hvis regering, The Sanctum, som giver ordre til en udslettelse fra civilister, som har angiveligt kommet i kontakt med Pulse, den frygtede verden nedenunder. Den tidligere Guardian Corps, Soldat Lightning begynder hendes kamp mod Regeringen for at kunne rede hendes søster som er blevet mærket som en ufrivillig slave til en gud-lignede ting fra Pulse, hvilket gør hende til en fjende af Cocoon. Lightning for hurtigt en bande allierede med sig mod sin egen vilje, sammen bliver gruppen mærket af det samme Pulse Monstre. De står sammen mod The Sanctum imens de prøver på at opdage hvad deres "Focus" er og om de kan undgå at blive til monstre eller Krystaller når de har nået deres focus.

udviklingen begyndte i 2005 og spillet blev for første gang fremvist på E3-messen i maj 2006. Final Fantasy XIII er flagskibstitlen for Fabula Nova Crystallis kollektionen af Final Fantasy spillene og er det første spil der bruger Square Enix's Crystal Tools spilmotor. Ved E3 messen i 2008 annoncerede Microsoft til stor overraskelse at spillet nu står til udgivelse på både PlayStation 3 og Xbox 360 konsollen. Final Fantasy XIII fik næsten universale højt anmeldelses score af Videospil Publikationer, hvilke roste spillets grafik, præsentation, og kampsystem. Anmeldere var mere blandet i deres meninger om spillets historie og linearitet sammenlignet med tidligere spil i serien. Fra maj 2010 blev der afsendt 5,5 millioner eksemplarer på verdensplan, og blev det hurtigst-sælgene titel i serien. Den 18. januar 2011 annoncerede Square-Enix efterfølgeren Final Fantasy XIII-2 som bliver udgivet i denne vinter i Japan og resten af verden må vente til 2012.

## Gameplay
Spilleren kontrollere on-screen karakteren gennem et 3'ede persons perspektiv for at integrere med mennesker, objekter og fjender igennem spillet. spilleren kan også dreje kameraet rundt om karakteren hvilket giver et 360° vinkel af omgivelserne. spilleren navigere gennem verdenen til fods eller på Chocobos. Spilleren kan gemme sit spil via Save Stationer hvor spilleren også kan købe ting eller opgradere deres våben. Et In-game datalog giver dig et bestiarium og oplysninger om verdenen af Final Fantasy XIII

### Kamp System
Som i Final Fantasy XII er fjenderne intrigeret i åbne landskab og kan blive angrebet eller undveget af spilleren men når spillerens karakter røre en fjende, går skærmen i overgang fra landskabs kortet til et separat Kamp kort lige som i Final Fantasy X.
Navnet på kamp systemet er "Command Synergy Battle" (CSB) og bruger en variant af seriens "Aktiv Tids Kamp" Active Time Battle (ATB) system som første gang blev brugt i ''Final Fantasy IV'' under dette system, vælger spilleren en Kommando fra kamp menuen så som Angrib (Attack), Magi (Magic) og Item. I modsætning til de tidligere spil i serien styre spilleren kun hovedkarakteren imens de sidste 2 bliver styret af spillets kunstige intelligens. Hver handling kræver et hvis antal af ATB Baren, som automatisk genfyldes, ATB baren bliver gradvist større gennem spillet fra 2 til 6 barre. Spilleren kan vælge at bruge mindre end det maximale ATB. Spilleren kan vælge Auto Kamp Kommando "Autobattle Command" hvilket vælger en række kommandoer for dig. Visse handlinger kan ikke bruges udenfor kampen, og karakterenes liv bliver automatisk fyldt efter kampen.

## Karakterer

### Hovedpersoner
Lightning (ライトニング Raitoningu)
En tidligere soldat fra Cocoon-militæret. Lightning har langt jordbær-blond hår og er 175 cm høj, til hendes design blev karakter designeren Tetsuya Nomura bedt om at lave en kvindelig version af Cloud Strife fra Final Fantasy VII.
Under udviklingen beskrev han hende som "ikke særlig feminin". Lightning bærer en kombination af et gevær og et sværd, og hun kan manipulere tyngdekraften med en lille anordning hun har på sin tommelfinger.
Hun er adræt og bruger meget mere akrobatiske bevægelser end størstedelen af karaktererne i spillet. Hendes mærke er lidt over hendes venstre bryst.
Hun kan også summon (hidkalde) Eidolon Odin til at kæmpe ved hendes side, og hendes japanske stemme er Maaya Sakamoto

Snow Villiers (スノウ・ヴィリアース Sunō Viriāsu)
Snow er lederen af Team Nora, en modstands gruppe mod Cocoon. Efter at han blev en L'cie,
får han Eidolon Shiva søstrene Nix (二クス Nikusu) og Styria (スティリア Sutiria) som kan kombinere sig til en motorcykel form
som Snow kan køre på imens han bære på en stor pistol/gevær.
Han er en muskuløs karakter og kan løbe samtidig med at han bærer to personer, og bliver kaldt "Mr. 33cm" af Square Enixs Final Fantasy 13 personale som en hentydning til hans sko størrelse. I det ugelige Shonen Jump magazin i oktober 2008 blev der sagt at han bruger kræfter relateret til hans tattoo på hans ene overarm.
Han bruger sine hænder til at bekæmpe sine fjender. Sammenlignet med den hurtige og adrætte Lighting fokuserer Snow mere på kraft og styrke.
Socialt referer han til Lighting som "Big Sister/Store søster", da han er forlovet med Lightnings lille søster Serah og dette er en engelsksproget tradition, når man referere til fx sin sviger søster. Hans mærke er på hans venstre overarm. Hans japanske stemme er Daisuke Ono.

Oerba Dia Vanille (ヲルバ・ダイア・ヴァニラ Oruba Daia Vanira)
Vanille er en ung pige, med rød-brunt hår sat i rotte haler, og bor i Pulse. Hendes våben minder om en fiskestang, og det kan folde sig ud til transportation. I en trailer ser man hende blive fanget af Cocoons hær og man ser hende gå ved en kiste.
I demoen og i tidligere trailere har hun næsten altid været med. Man ser hende første gang, hvor Snow giver hende et gevær, for at forsvare resten af dem, der bliver tvunget til at forlade Cocoon.
Man ser hende også sammen med en dreng, Hope.
Som en L'cie kan hun hidkalde Eidolon Carbuncle. Hendes japanske stemme er Yukari Fukui og
hendes engelske stemme er Georgia Van Cuylenburg

Sazh Katzroy (サッズ・カッツロイ, Sazzu Kattsuroi)
Sazh er en midaldrende mand med en afrofrisure. Sazh bruger duel pistoler som kan kombineres til en riffel, og hans stærke side er at skyde fjenderne fra afstand. Hans L'cie mærke er midt på brystkassen.
Han har en 6årig søn som hedder Dajh. Dajhs mor døde tre år før spillet.
Sazh bliver adskilt fra sin søn i løbet af spillet, og at blive genforenet med sin søn er hans største motivation.
Han har også et kæledyr, en baby Chocobo som lever på toppen af hans afro.
Sazh er beskrevet som havende god moralsk dømmekraft. Han har en blid personlighed og har nemt til tårer. Han slutter sig til holdet tidligt i spillet. Hans Eidolon er Brynhildr, en kvindelig ild-element ridder i dette spil, som kan transformere sig til en racer bil. Hans japanske stemme er Masashi Ebara.

Hope Estheim (ホープ・エストハイム, Hōpu Esutohaimu)
Hope er en 14 årig dreng som har sølv-blond hår og orange, gult og grønt tøj på. Han bruger sammenklappelige boomeranger i kamp.
Under udrensningen tilbyder hans mor at hjælpe Snow og Team Nora med at bekæmpe PSICOM. Hun dør i løbet af kampen og selvom Snow ærer hendes sidste ønske om at passe på hendes søn, hader Hope dog Snow i et sorginficeret raseri for Snows forbindelse til hans mors død. Hopes Eidolon er en hellig-element Alexander, som transformerer sig om til et slotlignende væsen i Gestaltmode og er i stand til at skyde fjender fra meget lang afstand med sine kanoner. Hans mærke er på venstre håndled. Han er også den yngste af gruppens medlemmer. Hopes Japanske stemme er Yūki Kaji og hans engelske stemme er Vincent Martella.

Oerba Yun Fang (ヲルバ＝ユン・ファング, Woruba-Yun Fangu)
En sorthåret kvinde iført tøj der ligner en traditionel indisk sari prydet med tribal tilbehør og bærer mærket af L'cie på sin venstre skulder. Som det fremgår af Tatsuya Nomura i et interview i de tidliger faser af udviklingen skulle hun have været en mandlig karakter. Selvom hun er en L'Cie fra Pulse, arbejder hun for Cocoonsanctum under Cid. Hun bruger et spyd der kan forvandle sig til Sansetsukon i kamp, og hendes Eidolon er Bahamut. I hans Gestaltmode går han i luften (Flyver). Mabuki Andou har lagt stemme til hende i den japanske version af spillet.

### Andre karakterer
Serah Farron (セラ・ファロン, Sera Faron)
selvom hun blev kendt ved hendes fornavn i tidligere nyheder, bekræftede Yoshinori Kitase hendes udseende og fulde navn ved Gamescom 2009.
Serah er den første Pulse L'Cie i Cocoon og hendes mærke er på venstre arm. Serah er Lightnings yngre søster og er forlovet med Snow, et forhold som Lightning ikke godkender, men der sker noget med hende som tvinger Lightning og Snow til at slå sig sammen for at redde hende. Selvom hun spiller en central rolle i spillet, er hun ikke en spilbar karakter, selvom dette var tiltænkt i starten. Square Enix skar dette element ud af spillet.
Minako Kotobuki er Serahs japanske stemme

Jihl Nabaat (ジル・ナバート, Jiru Nabāto)
En intelligent men grusom kvinde med knælangt blond hår og briller, der er oberstløjtnant af PSICOM.
Hun er først set i spørgekriterierne de bundne Vanille og Sazh i trailere. Hun ser L'cie som undermennesker og er opsat på at udrydde dem. Mie Sonozaki er Jihls japanske stemme.

Yaag Rosch (ヤーグ・ロッシュ, Yāgu Rosshu]
En skræmmende udseende mand med et ar på hans pande og sølv hår, der er bundet tilbage i en hestehale. Yagg er Nabaats højre hånd i PSICOM og Lightnings tidligere overordnede. I modsætning til Jihl, er Yagg begyndt at sætte spørgsmålstegn ved sin ordre fra den hellige regering, selvom han føler at han skal følge hans ordre af hensyn til sit folk. Hiroki Tōchi er Yaggs japanske stemme

Cid Raines (シド・レインズ, Shido Reinzu)
En Air Force brigadegeneral fra Sanctum der kommandere krigsskibet Lindblum og bruger en Blaze Edge som sit våben.
Ligesom Yaag tvivler Cid regeringen i dens nuværende tilstand, og ser Cocoon bør køres af sin befolkning i stedet for fal'Cie.
Senere ender han med at blive en l'Cie og sener et Cie Corpe efter ikke at kunne opfylde sin Focus. Hans japanske stemme er Yuichi Nakamura

Rygdea (リグディ, Rigudi)
En kaptajn, der arbejder under Cid Raines' kommando. hans japanske stemme er Yasuyuki Kase og hans engelske stemme er Josh Robert Thompson

Galenth Dysley (ガレンス・ダイスリー, Garensu Daisurī)
Den ledende figur i Sanctum af Cocoon. hans stemme på japansk er Masaru Shinozuka

Dajh Katzroy (ドッジ・カッツロイ, Dojji Kattsuroi)
Sazh søn, hvis mor døde, da han var tre. Chocobo babyen der sidder i Sazhs afro tilhører faktisk Dajh, der her købt den i en butik i løbet af deres rejser sammen. Men da han blev gjort til en l'Cie ved fal'cie Kujat, Dajh bliver taget fra Sazh af Jihl Nabaat som en martyr for Cocoon til at bruge sin magt sensing "Pulse" for at opspore andre l'Cie. Shōtarō Uzawa er Dajh's japanske stemme

Team Nora
Jump Festa 2009 og den officielle globale trailer, tre karakter der er en del af Snows modstand gruppe, Nora. De tre første karakter er designet af Nao Ikeda, som byggede deres tøj på sport, der er inspireret af NBA, beachvolley og snowboard mode, hhv. De fire kendte medlemmer af NORA er med i Final Fantasy XIII demo, men Maqui deltager ikke i kampe.
Gadot (ガドー, Gadō): en mand med orange hår og mørk oliven hud. Han bruger et maskingevær i kamp, der giver hurtig assistance, når det kommer til at udføre combos.
Lebreau (レブロ, Reburo): en sorthårede kvinde med en sommerfugl tatoveret på hendes skulder og en følelse af uovervindelighed.
Hun bruger et haglgevær i kamp, og fungerer som holdets healer. Gadot og Lebreau siges at være barndomsvenner med Snow.

Maqui (マーキー, Mākī): en relativt yngre, blond hår, bekymrende mand med briller på hovedet. Han blev venner med Serah forud for mødet med Snow, som han forguder til det punkt, hvor han vil ligne en mini udgave af Snow.
Yuge (ユージュ, Yūju):
En unge mand med halvlangt blåligt hår. Han er omkring samme alder som Maqui, som også er en af hans nære venner. I den første trailer var Yuge en ret normalt udseende ung mand, og ligner mest af alt en af "baggrunds figurerne". Hans særpræget hår og udseende er først blevet tilføjet langt senere.